# Dickblattgewächse

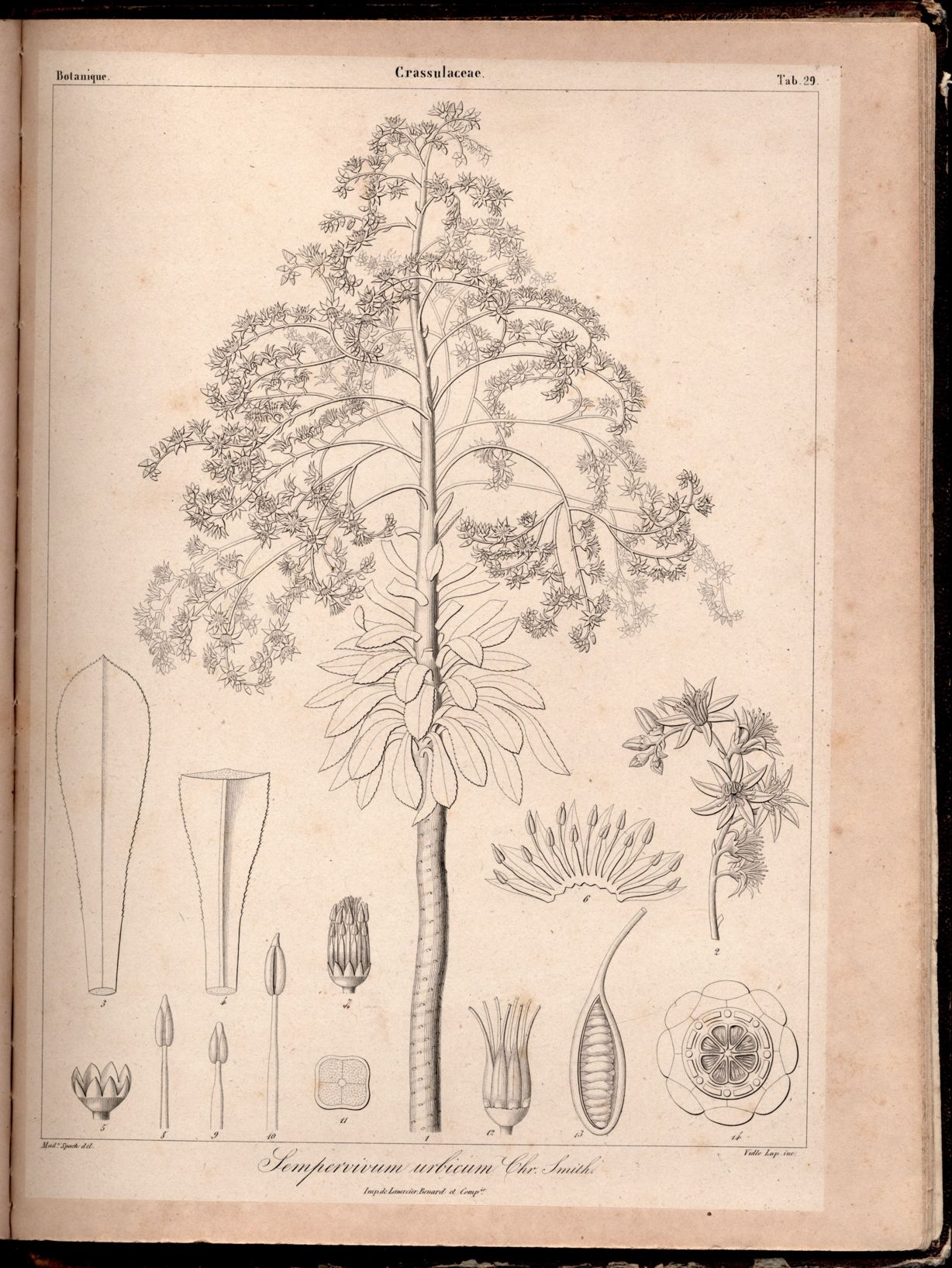
Illustration von Aeonium urbicum

Die Dickblattgewächse (Crassulaceae) bilden eine Familie, die zur Ordnung der Steinbrechartigen (Saxifragales) gehört. Die Pflanzen dieser Familie sind in der Lage, in ihren dicken Blättern Wasser zu speichern und so an trockenen Stellen relativ konkurrenzlos zu überleben. Sie gehören somit zu den Blattsukkulenten und zählen zu den CAM-Pflanzen. Einige Arten werden als Zierpflanzen verwendet und von einigen Arten wurden die medizinischen Wirkungen untersucht.

## Beschreibung

### Habitus und Laubblätter
Es sind meist immergrüne, ein-, zweijährige bis ausdauernde krautige Pflanzen oder verholzende Pflanzen, die entweder als Halbsträucher oder Sträucher wachsen. Die meisten Arten sind sukkulente Pflanzen mit oft fleischigen Sprossachsen. 
Die Laubblätter sind wechselständig, gegenständig oder in Wirteln, in grundständigen Rosetten oder an der Sprossachse verteilt angeordnet. Meist sind die dickfleischigen Blätter einfach. Die Blattränder können glatt, gelappt oder gesägt sein. Die Stomata sind meist anisocytisch. Es sind keine Nebenblätter vorhanden.

### Blütenstände und Blüten
Die Blüten stehen manchmal einzeln oder meist in end- oder seitenständigen, zymösen, rispigen, ährigen, traubigen Blütenständen zusammen. Die Blüten sind meist zwittrig; bei wenigen Rhodiola-Arten sind die Blüten selten eingeschlechtig, dann sind die Arten zweihäusig getrenntgeschlechtig (diözisch). Es ist ein Blütenbecher (Hypanthium) vorhanden. Die radiärsymmetrischen Blüten sind meist vier- bis sechszählig (drei- bis 30-zählig); es sind also gleich viele Kelch-, Kron-, Fruchtblätter und Staubblätter je Staubblattkreis jeweils, meist vier bis sechs (drei bis 30) vorhanden. Die meist lange haltbaren Kelchblätter sind höchstens an ihrer Basis verwachsen. Die Kronblätter können frei oder teilweise zu einer kurzen Röhre verwachsen sein. Es sind ein oder zwei Kreise mit je drei bis 30 Staubblättern vorhanden. Die zweizelligen Pollenkörner besitzen meist drei Aperturen und sind meist colporat. Die oberständigen oder halbunterständigen Fruchtblätter sind nicht oder etwas an der Basis verwachsen. Je Fruchtblatt sind in submarginaler Plazentation selten ein bis fünf, meist bis zu fünfzig hängende, anatrope, bitegmische, crassinucellate oder tenuinucellate Samenanlagen vorhanden. Auf oder in der Nähe der Fruchtblätter befinden sich jeweils eine Nektarschuppe. Die freien Griffel enden jeweils in einer kopfigen Narbe. Die Bestäubung erfolgt durch Insekten (Entomophilie).

### Früchte und Samen
Die häutigen oder ledrigen Balgfrüchte sind frei oder an ihrer Basis verwachsen, aufrecht oder ausgebreitet und enthalten jeweils einen bis viele Samen. Bei einigen Taxa sind die Balgfrüchte zu Sammelfrüchten (Synkarp), bei Diamorpha sogar kapselfruchtförmig verwachsen. Die bräunlichen, kleinen, fadenförmigen bis ellipsoiden Samen enthalten höchstens wenig ölhaltiges Endosperm und einen geraden Embryo.

### Inhaltsstoffe und Chromosomenzahlen
Oft sind Alkaloide (Pyrrolidin- und Piperidin-Alkaloide) vorhanden. Proanthocyanidine (Cyanidin und/oder Delphinidin) oder Flavonole (Kaempferol, Quercetin, Myricetin) oder Saponine können vorhanden sein. Häufig sind Gerbstoffe vorhanden. Als Reservestoff wird Sedoheptulose gebildet.
Die Chromosomenzahlen betragen meist n=4-22.

## Systematik und Verbreitung

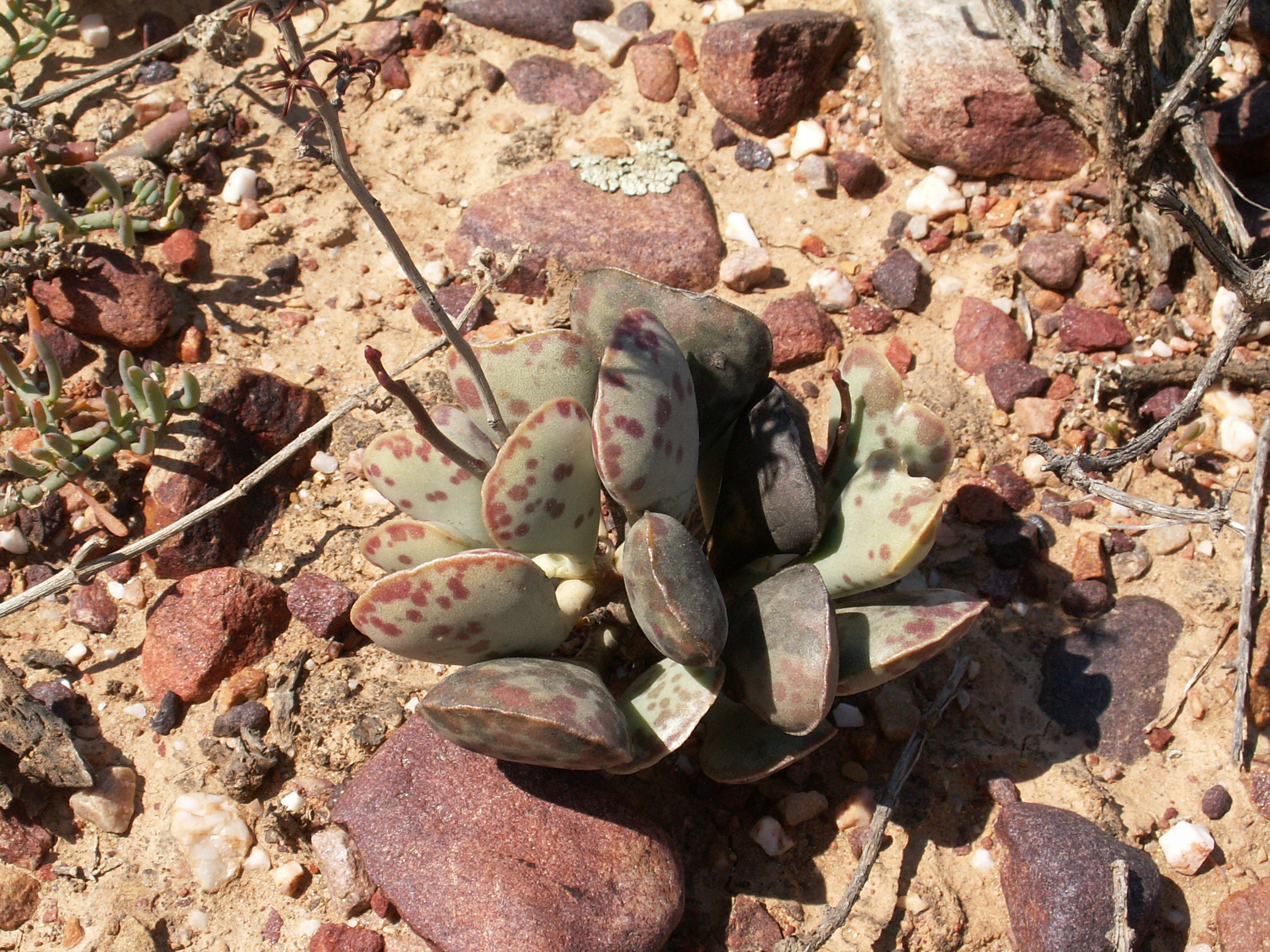
Unterfamilie Kalanchoideae: Adromischus triflorus am Naturstandort: Kleine Karoo nahe Barrydale, Provinz Westkap, Südafrika

### Verbreitung
Dickblattgewächse sind außer in der Antarktis auf allen Erdteilen zu finden. Die meisten Arten kommen allerdings in ariden Gebieten vor.

### Äußere Systematik
Innerhalb der Ordnung der Saxifragales bilden die Crassulaceae mit den Aphanopetalaceae, Haloragaceae, Penthoraceae und Tetracarpaeaceae eine Klade. 

### Innere Systematik
Die Erstveröffentlichung des Familiennamens erfolgte 1805 durch Jean Henri Jaume Saint-Hilaire in Exposition des Familles Naturelles, Band 2, S. 123. Die Typusgattung ist Crassula L.. Synonyme der Familie sind Cotyledonaceae Martinov, Rhodiolaceae Martinov, Sedaceae Martinov, Sempervivaceae A.Juss. und Tillaeaceae Martinov.
Da das Trocknen sukkulenter Pflanzen schwierig ist, kann das Aussehen von Herbarmaterial und lebender Pflanzen oft stark abweichen; das erschwert die Arbeit mit Herbarmaterial und damit die Abgrenzung von Arten und höheren Taxa. So war und ist die Taxonomie der Crassulaceae stark diskutiert. Alwin Berger gliederte die Familie 1930 in sechs Unterfamilien, Henk ’t Hart reduzierte diese 1995 auf zwei Unterfamilien. Neuere phylogenetische Untersuchungen führten zu einer Unterteilung der Familie in drei Unterfamilien und fünf Tribus, die sich wie folgt darstellt:
|  | Semperviveae                                        |
|  |                                                     |
|  | \| \| Aeonieae \| \| \| \| \| \| Sedeae \| \| \| \| |
|  |                                                     |
|  | Aeonieae                                            |
|  |                                                     |
|  | Sedeae                                              |
|  |                                                     |

|  | Aeonieae |
|  |          |
|  | Sedeae   |
|  |          |

|  | Semperviveae                                        |
|  |                                                     |
|  | \| \| Aeonieae \| \| \| \| \| \| Sedeae \| \| \| \| |
|  |                                                     |
|  | Aeonieae                                            |
|  |                                                     |
|  | Sedeae                                              |
|  |                                                     |

|  | Aeonieae |
|  |          |
|  | Sedeae   |
|  |          |

|  | Semperviveae                                        |
|  |                                                     |
|  | \| \| Aeonieae \| \| \| \| \| \| Sedeae \| \| \| \| |
|  |                                                     |
|  | Aeonieae                                            |
|  |                                                     |
|  | Sedeae                                              |
|  |                                                     |

|  | Aeonieae |
|  |          |
|  | Sedeae   |
|  |          |

|  | Semperviveae                                        |
|  |                                                     |
|  | \| \| Aeonieae \| \| \| \| \| \| Sedeae \| \| \| \| |
|  |                                                     |
|  | Aeonieae                                            |
|  |                                                     |
|  | Sedeae                                              |
|  |                                                     |

|  | Aeonieae |
|  |          |
|  | Sedeae   |
|  |          |

|  | Semperviveae                                        |
|  |                                                     |
|  | \| \| Aeonieae \| \| \| \| \| \| Sedeae \| \| \| \| |
|  |                                                     |
|  | Aeonieae                                            |
|  |                                                     |
|  | Sedeae                                              |
|  |                                                     |

|  | Aeonieae |
|  |          |
|  | Sedeae   |
|  |          |

|  | Semperviveae                                        |
|  |                                                     |
|  | \| \| Aeonieae \| \| \| \| \| \| Sedeae \| \| \| \| |
|  |                                                     |
|  | Aeonieae                                            |
|  |                                                     |
|  | Sedeae                                              |
|  |                                                     |

|  | Aeonieae |
|  |          |
|  | Sedeae   |
|  |          |

|  | Semperviveae                                        |
|  |                                                     |
|  | \| \| Aeonieae \| \| \| \| \| \| Sedeae \| \| \| \| |
|  |                                                     |
|  | Aeonieae                                            |
|  |                                                     |
|  | Sedeae                                              |
|  |                                                     |

|  | Aeonieae |
|  |          |
|  | Sedeae   |
|  |          |

|  | Semperviveae                                        |
|  |                                                     |
|  | \| \| Aeonieae \| \| \| \| \| \| Sedeae \| \| \| \| |
|  |                                                     |
|  | Aeonieae                                            |
|  |                                                     |
|  | Sedeae                                              |
|  |                                                     |

|  | Aeonieae |
|  |          |
|  | Sedeae   |
|  |          |

|  | Semperviveae                                        |
|  |                                                     |
|  | \| \| Aeonieae \| \| \| \| \| \| Sedeae \| \| \| \| |
|  |                                                     |
|  | Aeonieae                                            |
|  |                                                     |
|  | Sedeae                                              |
|  |                                                     |

|  | Aeonieae |
|  |          |
|  | Sedeae   |
|  |          |

|  | Semperviveae                                        |
|  |                                                     |
|  | \| \| Aeonieae \| \| \| \| \| \| Sedeae \| \| \| \| |
|  |                                                     |
|  | Aeonieae                                            |
|  |                                                     |
|  | Sedeae                                              |
|  |                                                     |

|  | Aeonieae |
|  |          |
|  | Sedeae   |
|  |          |

|  | Semperviveae                                        |
|  |                                                     |
|  | \| \| Aeonieae \| \| \| \| \| \| Sedeae \| \| \| \| |
|  |                                                     |
|  | Aeonieae                                            |
|  |                                                     |
|  | Sedeae                                              |
|  |                                                     |

|  | Aeonieae |
|  |          |
|  | Sedeae   |
|  |          |

|  | Semperviveae                                        |
|  |                                                     |
|  | \| \| Aeonieae \| \| \| \| \| \| Sedeae \| \| \| \| |
|  |                                                     |
|  | Aeonieae                                            |
|  |                                                     |
|  | Sedeae                                              |
|  |                                                     |

|  | Aeonieae |
|  |          |
|  | Sedeae   |
|  |          |

|  | Semperviveae                                        |
|  |                                                     |
|  | \| \| Aeonieae \| \| \| \| \| \| Sedeae \| \| \| \| |
|  |                                                     |
|  | Aeonieae                                            |
|  |                                                     |
|  | Sedeae                                              |
|  |                                                     |

|  | Aeonieae |
|  |          |
|  | Sedeae   |
|  |          |

|  | Semperviveae                                        |
|  |                                                     |
|  | \| \| Aeonieae \| \| \| \| \| \| Sedeae \| \| \| \| |
|  |                                                     |
|  | Aeonieae                                            |
|  |                                                     |
|  | Sedeae                                              |
|  |                                                     |

|  | Aeonieae |
|  |          |
|  | Sedeae   |
|  |          |

|  | Semperviveae                                        |
|  |                                                     |
|  | \| \| Aeonieae \| \| \| \| \| \| Sedeae \| \| \| \| |
|  |                                                     |
|  | Aeonieae                                            |
|  |                                                     |
|  | Sedeae                                              |
|  |                                                     |

|  | Aeonieae |
|  |          |
|  | Sedeae   |
|  |          |

|  | Semperviveae                                        |
|  |                                                     |
|  | \| \| Aeonieae \| \| \| \| \| \| Sedeae \| \| \| \| |
|  |                                                     |
|  | Aeonieae                                            |
|  |                                                     |
|  | Sedeae                                              |
|  |                                                     |

|  | Aeonieae |
|  |          |
|  | Sedeae   |
|  |          |

Die Familie Crassulaceae besteht aus folgenden Gattungen:

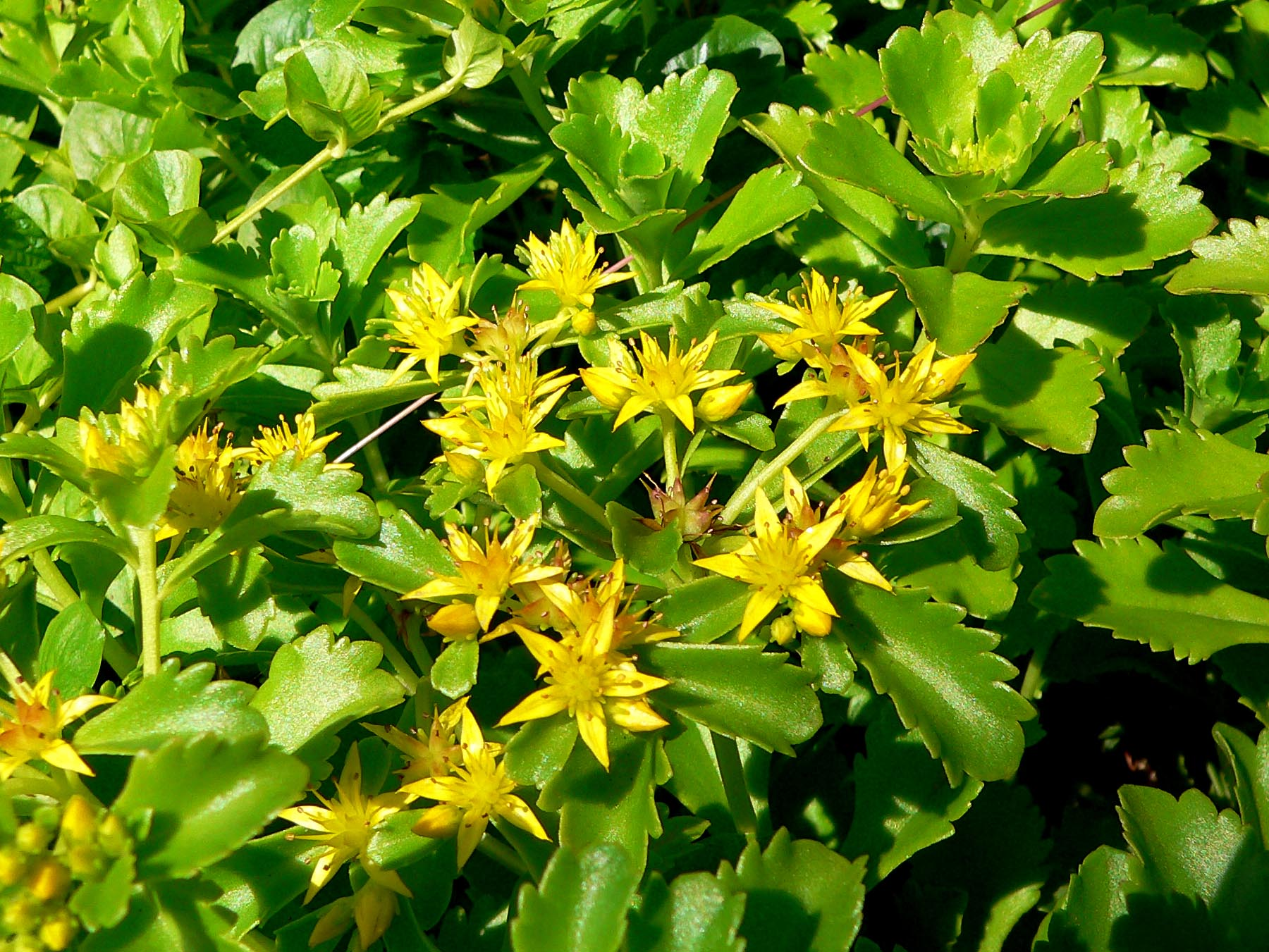
Unterfamilie Sempervivoideae Tribus Umbiliceae: Phedimus kamtschaticus

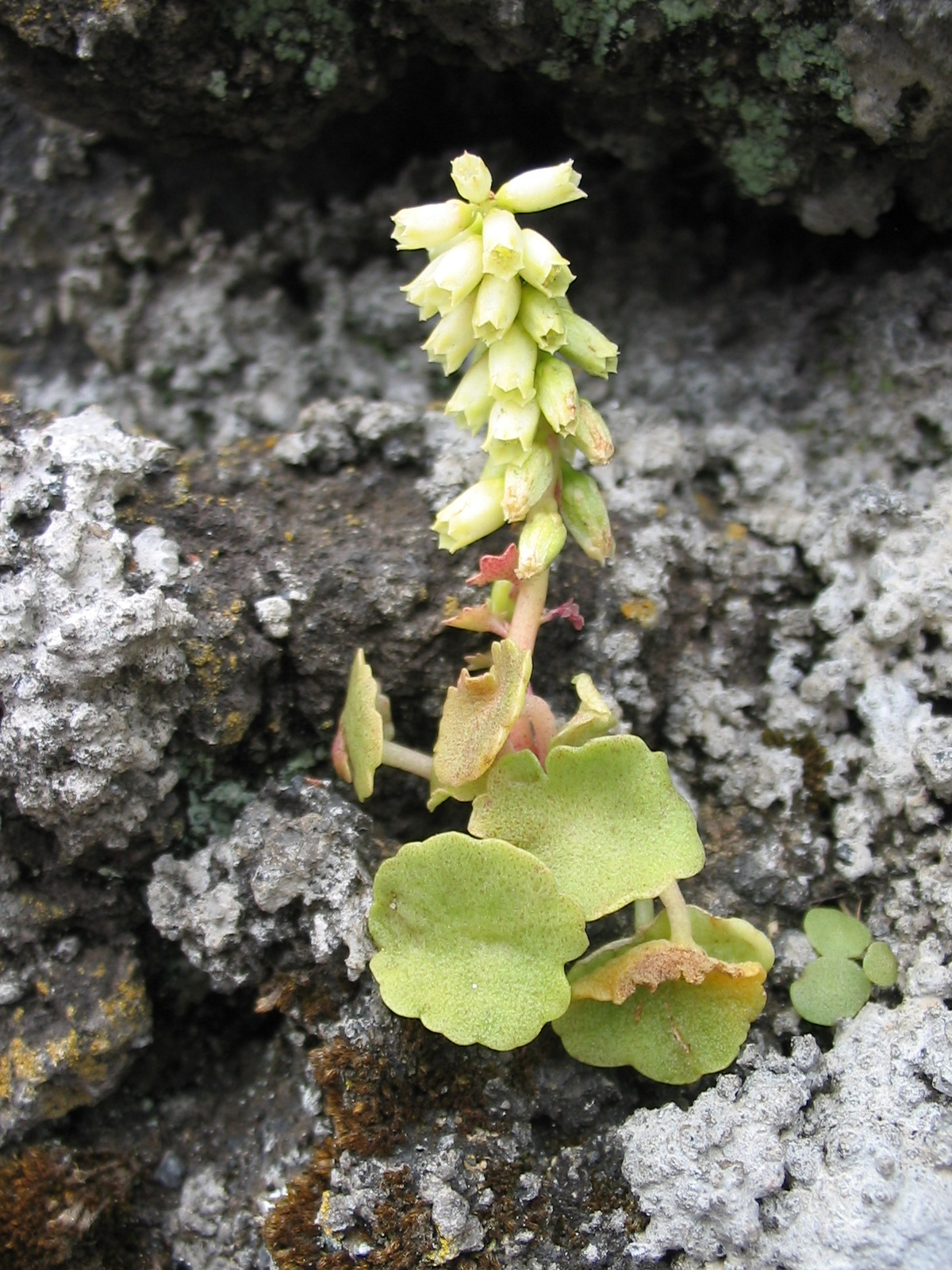
Unterfamilie Sempervivoideae Tribus Umbiliceae: Umbilicus rupestris

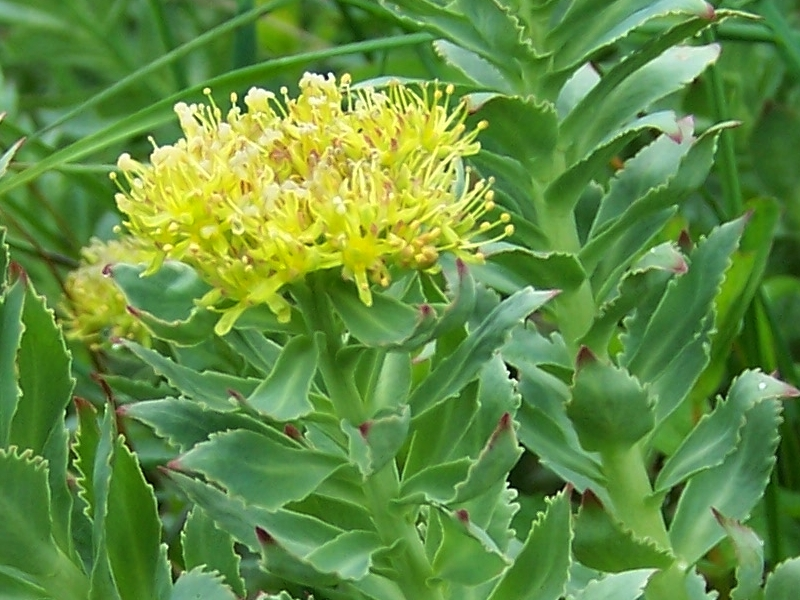
Unterfamilie Sempervivoideae Tribus Umbiliceae: Rhodiola rosea

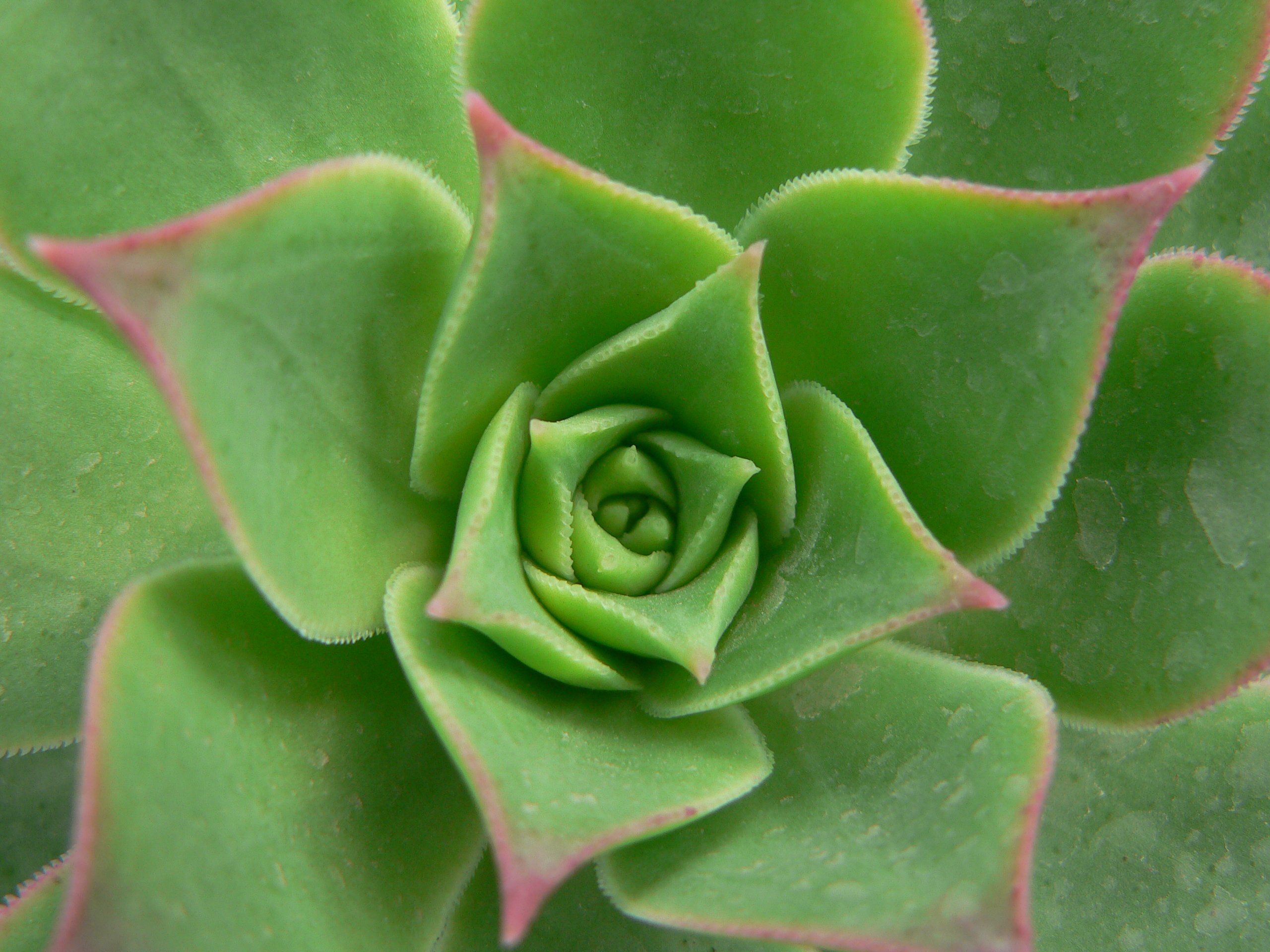
Unterfamilie Sempervivoideae Tribus Aeonieae: Aeonium simsii

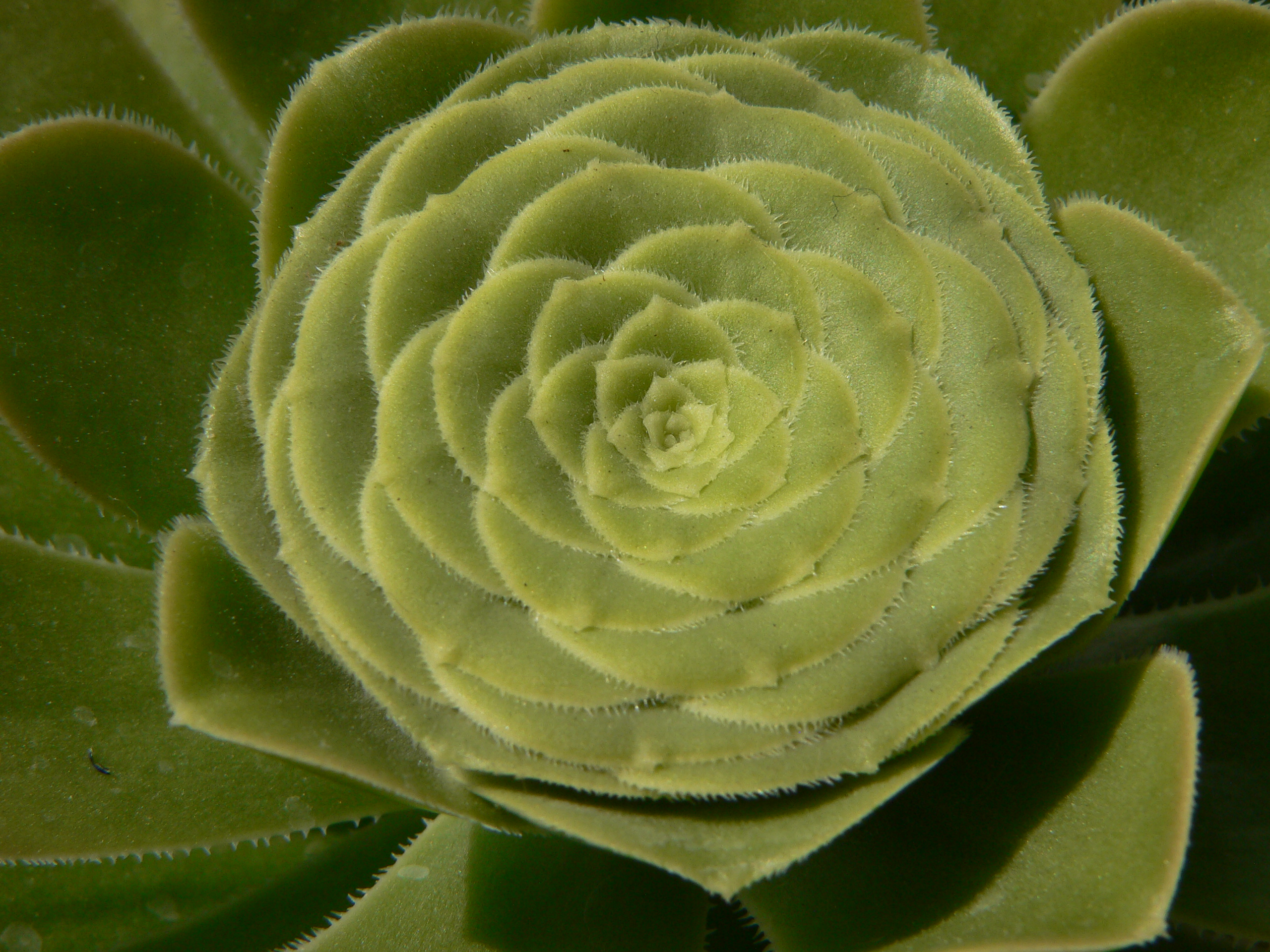
Unterfamilie Sempervivoideae Tribus Aeonieae: Aeonium valverdense

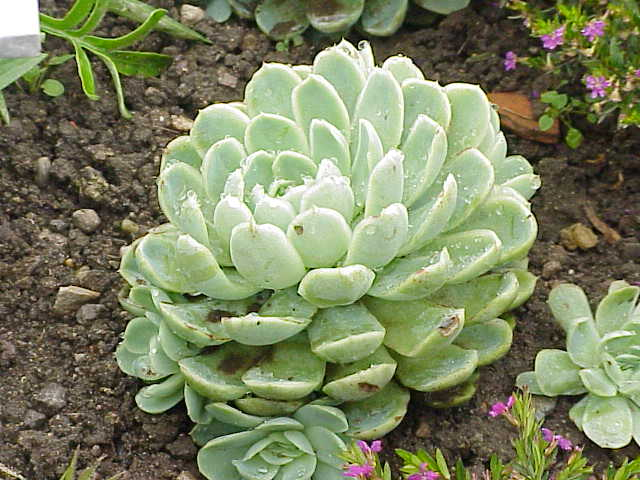
Unterfamilie Sempervivoideae Tribus Sedeae: Echeveria elegans

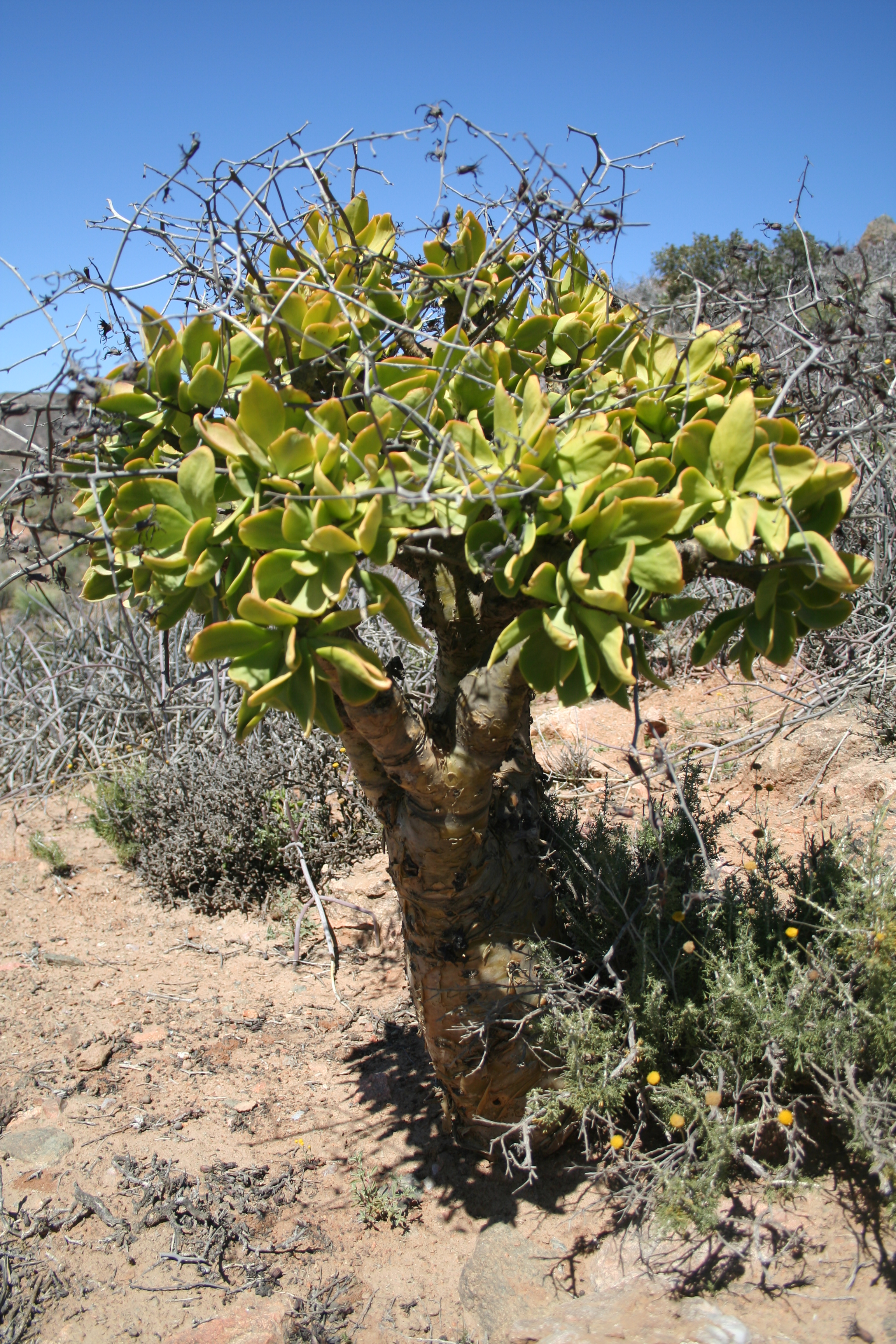
Unterfamilie Kalanchoideae: Tylecodon paniculatus

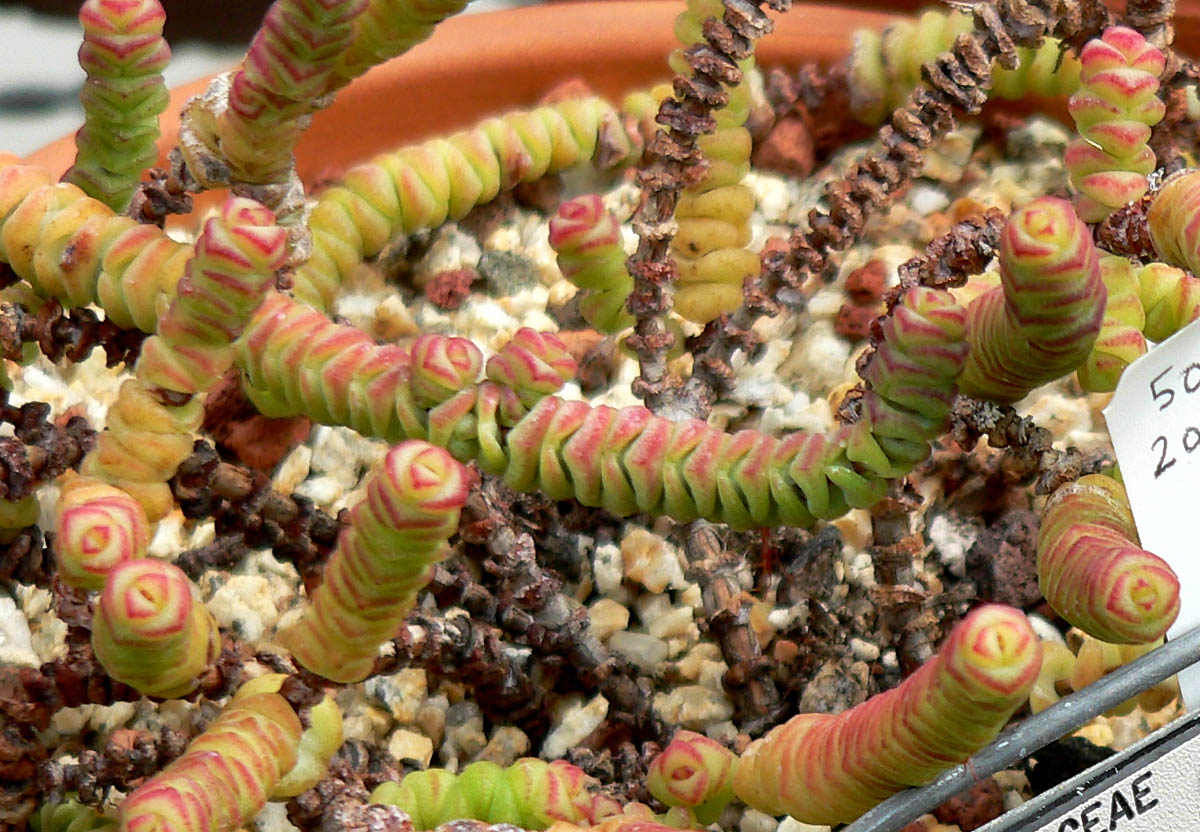
Unterfamilie Crassuloideae: Crassula marnieriana

- Unterfamilie Sempervivoideae Arn.
  - Tribus Telephieae (’t Hart) H.Ohba & Thiede
    - Sinocrassula A. Berger, mit zwei bis sieben Arten, die in Asien vorkommen
    - Kungia K.T.Fu, mit zwei Arten in China (= Orostachys sect. Schoenlandia H.Ohba)
    - Meterostachys Nakai (wird auch zu Orostachys gestellt), mit der einzigen Art in Japan und Südkorea:
      - Meterostachys sikokianus (Makino) Nakai

    - Orostachys Fisch. ex A.Berger (Sternwurz), mit etwa 13 Arten
    - Hylotelephium H.Ohba

  - Tribus Umbiliceae Meisn.
    - Umbilicus DC.
    - Pseudosedum A. Berger
    - Rhodiola L.
    - Phedimus Raf.

  - Tribus Semperviveae Dumort.
    - Sempervivum L. (Hauswurzen)
    - Petrosedum Grulich (= Sedum ser. Rupestria A. Berger)

  - Tribus Aeonieae Thiede
    - Aichryson Webb & Berthel.
    - Monanthes Haw.
    - Aeonium Webb & Berthel.

  - Tribus Sedeae Fr.

    - Pistorinia DC.
    - Rosularia (DC.) Stapf
    - Prometheum (A.Berger) H.Ohba
    - Afrovivella A.Berger
      - Afrovivella semiensis (J.Gay ex A.Rich.) A.Berger

    - Sedella Britton & Rose
    - Dudleya Britton & Rose
    - Sedum L.
    - Villadia Rose
    - Lenophyllum Rose
    - Graptopetalum Rose
    - Thompsonella Britton & Rose
    - Echeveria DC. (Echeverien)
    - Pachyphytum Link, Klotzsch & Otto

- Unterfamilie Kalanchoideae A.Berger
  - Adromischus Lem.
  - Cotyledon L.
  - Kalanchoe Adans.
  - Tylecodon Toelken

- Unterfamilie Crassuloideae Burnett
  - Crassula L. (Dickblatt)
  - Hypagophytum A.Berger
    - Hypagophytum abyssinicum (Hochst. ex A.Rich.) A.Berger.

- Die Systematische Stellung der Gattung Perrierosedum (A.Berger) H.Ohba ist ungewiss. Sie verbindet möglicherweise die afrikanischen Kalanchoideae mit den asiatischen Telephieae. Die früher eigenständige Gattung Cremnophila Rose wurde in die Gattung Sedum integriert.

Darüber hinaus existieren folgende Hybridgattungen:

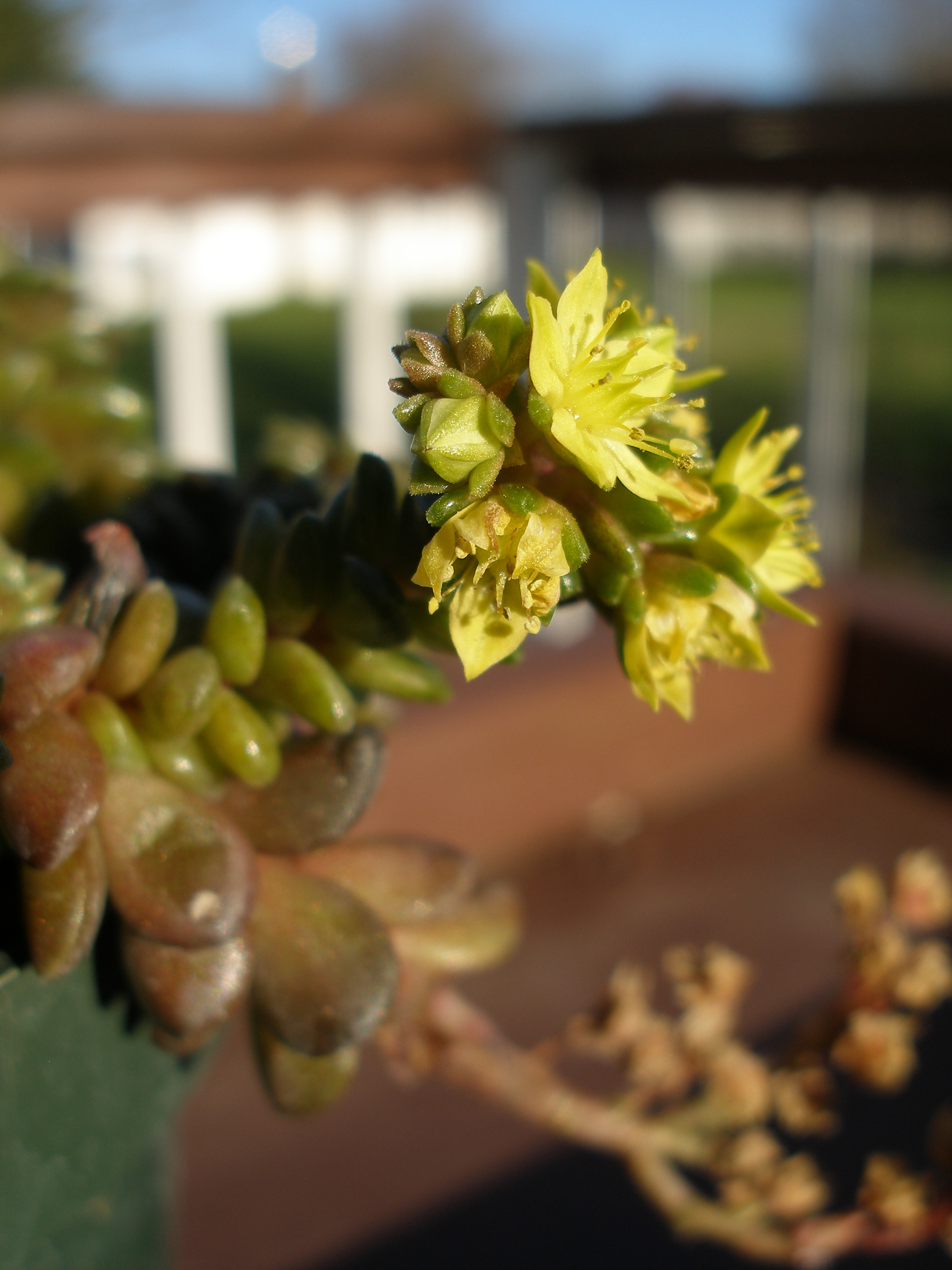
×Cremnosedum 'Little Gem'

- ×Cremnadia C.H.Uhl
- ×Cremneria Moran
- ×Cremnopetalum
- ×Cremnosedum Kimnach & G.Lyons
- ×Cremsonella C.H.Uhl
- ×Dudleveria G.D.Rowley
- ×Grapsonella G.D.Rowley
- ×Graptoladia C.H.Uhl
- ×Graptophytum Gossot
- ×Graptosedum G.D.Rowley
- ×Graptoveria G.D.Rowley
- ×Lenaptopetalum G.D.Rowley
- ×Lenophytum C.H.Uhl
- ×Lenoveria C.H.Uhl
- ×Pachyladia C.H.Uhl
- ×Pachysedum H.Jacobsen
- ×Pachyveria Haage & Schmidt
- ×Sedadia Moran
- ×Sedeveria E.Walther
- ×Thompsophytum C.H.Uhl
- ×Thompsosedum C.H.Uhl
- ×Thompsoveria C.H.Uhl
- ×Villeveria C.H.Uhl

## Nutzung
Vom Felsen-Nabelkraut (Umbilicus rupestris) können die Blätter roh oder gegart gegessen werden, auch die medizinische Wirkung wurde untersucht. Von einigen Dudleya-Arten können die Blätter roh gegessen werden. Von einigen Rhodiola-Arten können mindestens die Blätter, manchmal auch andere Pflanzenteile roh und gegart gegessen werden. Die medizinische Wirkung von Orostachys japonica wurde untersucht. Sedum-Arten werden vielfältig genutzt: Sie dienen als Zierpflanze und Gewürzpflanze, Blätter können roh oder gekocht gegessen werden und medizinische Wirkungen wurden untersucht. Viele Arten aus mehreren Gattungen dienen als Zierpflanzen für Parks, Gärten und Räume.

## Weiterführende Literatur
- Hong Chang, Lei Zhang, Huanhuan Xie, Jianquan Liu, Zhenxiang Xi, Xiaoting Xu: The Conservation of Chloroplast Genome Structure and Improved Resolution of Infrafamilial Relationships of Crassulaceae. In: Frontiers in Plant Science. Band 12, 2021, e631884 (doi:10.3389/fpls.2021.631884).